# Pauline Félicité de Mailly

Stemma De Mailly

Pauline Félicité de Mailly-Nesle, contessa di Vintimille (Parigi, 1712 – Parigi, 9 settembre 1741), è stata un'amante di Luigi XV.

## Biografia
Era la seconda figlia di Louis III de Mailly-Nesle, marchese de Nesle e de Mailly, principe d'Orange, e di sua moglie, Armande Félice de La Porte Mazarin. La madre era figlia di Paul Jules de La Porte, duca Mazzarino e de La Meilleraye, figlio della celebre avventuriera, Ortensia Mancini e nipote del cardinale Mazzarino.
Pauline Félicité aveva anche una sorellastra minore, Henriette de Bourbon (1725-1780), Mademoiselle de Verneuil, nata dalla relazione della madre con il duca di Borbone, il primo ministro di Luigi XV (1723-1726).
Nella sua gioventù, Pauline Félicité era conosciuta come Mademoiselle de Nesle.

## Amante di Luigi XV
Nel 1738, Pauline ha scritto a sua sorella maggiore, la madame de Mailly, amante ufficiale del re, chiedendo di essere invitata a corte. Ricevette l'invito, e durante la sua permanenza sedusse il re, che si innamorò appassionatamente di lei.
Mademoiselle de Nesle poi è diventata la seconda amante ufficiale di Luigi XV, anche se la sorella ha mantenuto la posizione di maîtresse en titre. Il re la coprì di doni, il più grande è il castello di Choisy-le-Roi. Per fornirla di uno status adeguato a corte, il re organizzò il suo matrimonio. Il 28 settembre 1739, sposò Jean Baptiste Félix Hubert de Vintimille, conte di Vintimille e marchese di Luc. La nuova contessa di Vintimille rimase presto incinta, si presume del re.

## Morte
Venne descritta come più alta e spiritosa della sorella maggiore. A causa della sua sete di denaro e della sua influenza politica, fu rapidamente odiata dal popolo e dalla corte.
Il suo periodo come amante reale durò poco; morì pochi giorni dopo aver dato alla luce il presunto figlio del re nel 1741. Il suo cadavere fu esposto nella città di Versailles, ma durante la notte le guardie lasciarono la stanza, dove si svolgeva la veglia, per andare a bere e una folla irruppe, mutilando il cadavere della "puttana del re".
Sia il re sia la sorella maggiore rimasero profondamente sconvolti per la sua morte, e si dice che Madame de Mailly cominciò a lavare i piedi dei poveri in segno di rimorso.
Il figlio del re e di madame de Vintimille è stato chiamato Charles Emmanuel Marie Magdelon e ricevette i titoli del padre legale, marchese di Luc, di Arcs, di Castelnau-de-Guers e di Savigny-sur-Orge, conte de Vintimille e di Marsiglia, barone d'Ollioules, di Vins e di Sanary, signore di Roquefeuil e di Seilhon. Per la somiglianza al presunto padre naturale,  fu chiamato Demi-Louis, il "piccolo Louis". Fu allevato dalla famiglia del padre legale de Vintimille. Il re si prese cura dei suoi bisogni, ma non gli ha mai prestato molta attenzione. Più tardi, Madame de Pompadour volle far sposare la figlia con lui, ma il re si oppose.

## Gli eredi
Charles Emmanuel Marie Magdelon de Vintimille, marchese du Luc, ufficialmente figlio del marchese Jean Baptiste Hubert Félix de Vintimille du Luc, e la moglie di quest'ultimo, Pauline Félicité de Mailly. Nato a Versailles, 2 settembre 1741, dal 1780 maresciallo di campo, morì a Fontainebleau il 14 febbraio 1814.
Charles sposa nel 1764 Adelaide de Castellane (1746-1770), figlia di Gaspard, marchese de Castellane, visconte di Esparron, maresciallo di campo del re, cavaliere di St. Louis, e Renée Fournier. Ha tre figli:
- Charles Felix, Renée de Vintimille, Conte di Luc (1765-1806), sposato nel 1783 con Marie-Gabrielle de Lévis (1765-1794), da cui 3 figlie (div 1793);

- Adélaïde, Pauline, Constantine de Vintimille du Luc (1767-1825), sposata con Henri de Lostanges, marchese de Sainte-Alvère (proprietario di Lostanges en Corrèze), (1755-1807), dai quali segue posterità;

- Candide, Dorothée, Louise de Vintimille du Luc, (1767-1825), sposata con Jean-Baptiste de Félix, barone d'Ollières, conte du Muy, maresciallo di campo (1751-1820), senza posterità.

Con Charles Emmanuel de Vintimille si estingue la linea maschile della famiglia de Vintimille du Luc. Il figlio Charles Felix, aveva combattuto nell'esercito di emigranti, esiliati dalla Rivoluzione, e poi in quello del Regno di Napoli, morto prima del padre senza discendenza maschile.